# Línea B (Montevideo)
La ex línea B fue una línea de transporte urbano y especial de Montevideo, unía el barrio de Punta de Rieles con la Playa del Cerro. Fue considerada una de las primeras líneas de transporte inclusivas y accesibles en Uruguay.

## Historia
Fue creada en 2005 como parte del proyecto “Transporte para todos” a cargo de la Comisión Nacional Honoraria del Discapacitado y la Compañía Uruguaya del Transporte Colectivo S.A con el plan de implementar el primer Sistema Público de Ómnibuses Adaptados Para Personas Discapacitadas en Montevideo. El cual fue operado con unidades equipadas y acondicionadas para personas con discapacidades motrices, las cuales contaban con elevadores electro-hidráulicos y notificación de paradas, los mismos contaron con la primera certificación de accesibilidad otorgada por el Instituto Uruguayo de Normas Técnicas. En su extenso recorrido, circulaba por el Instituto Nacional de Ciegos.
En el año 2012, esta línea, al igual que la línea A quedaron definitivamente suprimidas.

## Recorridos
| - Punta de Rieles - Piscis - Pegaso - Escorpión - Cefeo - Camino Cerdeña - Ruta 8 - Camino Maldonado - Instituto Nacional de Ciegos - Camino Maldonado - Avenida 8 de Octubre - Avenida Luis Alberto de Herrera - Avenida Italia - Salvador Ferrer Serra - Acevedo Díaz - Avenida 18 de Julio - Ejido - Avenida Uruguay - Río Negro - Paysandú - Avenida del Libertador Juan Antonio Lavalleja - Avenida de las Leyes - Avenida Agraciada - Camino Castro - María Eugenia Vaz Ferreira - Avenida Carlos Brussa - Camino Castro - Avenida Agraciada - San Quintín - Juan B. Pandiani - Avenida Carlos María Ramírez - Ramón Tabárez - Dr. Pedro Castellino - Zona B (Terminal del Cerro) - Egipto - Estados Unidos - Grecia - Inglaterra - Vizcaya - Suiza - Playa del Cerro | - Playa del Cerro - Suiza - Grecia - Berna - Portugal - Avenida Carlos María Ramírez - Avenida Santín Carlos Rossi - Pedro Castellino - Zona A (Terminal del Cerro) - Egipto - Japón - Avenida Carlos María Ramírez - Avenida Agraciada - Camino Castro - Avenida Carlos Brussa - María Eugenia Vaz Ferreira - Camino Castro - Avenida Agraciada - Avenida de las Leyes - Avenida del Libertador - Avenida Gral Rondeau - Avenida del Libertador Lavalleja - Avenida Uruguay - Río Negro - Paysandú - Avenida del Libertador Lavalleja - Río Negro - San José - Ejido - Avenida 18 de Julio - Bulevar Artigas - Avenida Italia - Francisco Simón - Avenida Luis Alberto de Herrera - Avenida 8 de Octubre - Camino Maldonado - Instituto Nacional de Ciegos - Camino Maldonado - Ruta 8 - Camino Cerdeña - Cefeo - Escorpión - Cefeo - Piscis - Punta de Rieles |

## Barrios
La línea B recorrió los siguientes barrios: Punta de Rieles, Bella Italia, Jardines del Hipódromo, Flor de Maroñas, Curva de Maroñas, Unión, La Blanqueada, Parque Batlle, Tres Cruces, Cordón, Centro, Aguada, Arroyo Seco, Bella Vista, Prado, Paso Molino, Belvedere, La Teja y por último: el Cerro.